# 元城镇
元城镇，是中华人民共和国甘肃省庆阳市华池县下辖的一个乡镇级行政单位。 区域面积201.8平方千米。

## 行政区划
元城镇下辖以下地区：
元城社区、元城村、高沟门村、龚河村、高桥村、吕沟咀村和老庙咀村。